# Anżelika Wietoszkina
Anżelika Aristakowna Wietoszkina (ros. Анжелика Аристаковна Ветошкина; ur. 5 grudnia 1994) – rosyjska zapaśniczka walcząca w stylu wolnym. Zajęła jedenaste miejsce na mistrzostwach świata w 2018. Trzynasta na igrzyskach europejskich w 2019. Trzecia w indywidualnym Pucharze Świata w 2020. Piąta w Pucharze Świata w 2017. Mistrzyni Europy U-23 w 2017 roku.
Mistrzyni Rosji w 2018 i trzecia w 2017 i 2019 roku.